# Kradolf-Schönenberg
Kradolf-Schönenberg é uma comuna da Suíça, no Cantão Turgóvia, com cerca de 3.000 habitantes. Estende-se por uma área de 10,9 km², de densidade populacional de 284 hab/km². Confina com as seguintes comunas: Bischofszell, Bürglen, Hohentannen, Niederhelfenschwil (SG), Schönholzerswilen, Sulgen, Wuppenau.
A língua oficial nesta comuna é o Alemão.